# Дом де ла Серда
Де ла Серда — линия Бургундской династии кастильских королей, которую основал Фернандо де ла Серда — старший сын короля Альфонсо X и законный наследник кастильского престола. Своё прозвище «де ла Серда» («Щетина») он получил из-за того, что родился с жёсткими, как щетина, волосами на груди. Женой его была дочь Людовика Святого.
Его сын, инфант Альфонсо де ла Серда, после узурпации престола Санчо IV пытался поднять мятеж, а когда тот был подавлен, бежал ко двору своего дяди, короля Франции. Его старший сын от брака с дочерью виконта Нарбоннского, Луис де ла Серда, адмирал Франции, получил от папы римского экзотический титул князя Счастливых островов (где никогда не был), а также графства Клермон и Тальмон во Франции.
Младший брат Луиса, Хуан Альфонсо де ла Серда, не имел детей в браке с побочной дочерью португальского короля Диниша. От его внебрачного сына происходит род сеньоров де Вильория. Дочь и наследница последнего из них была женой герцога Бехара из рода Суньига.
Последними представителями дома де Ла Серда были правнуки Фернандо:
- Карл де ла Серда (1327—1354), граф Ангулемский, наместник Пикардии и Артуа, коннетабль Франции, разбит англичанами в морской битве при Винчелси. Он был заколот в таверне 80 ударами шпаги убийцей, которого подослал его враг Филипп Наваррский.
- Бланка де ла Серда (ум. 1347), вышла замуж за своего кузена Хуана Мануэля; их дочь Хуана Мануэль — королева Кастилии, родоначальница династии Трастамара.
- Её сестра Мария (ум. 1379), жена французских графов Карла Этампского и Карла II Алансонского.
- Изабелла де ла Серда (ум. 1383), дочь графа Луи Клермонского и Тальмонского от брака с дочерью Гусмана Доброго. С 1368 года — жена беарнского бастарда Бертрана, сына Гастона Феба. Их потомки продолжали носить фамилию де ла Серда вместе с титулом графов, а затем и герцогов Мединасели (см.).